# カポエタ州
カポエタ州（カポエタしゅう、英語: Kapoeta State）は、南スーダン南部のエクアトリア地方東端にかつて存在した州。2015年にナモルニャン州（Namorunyang State）として成立、2017年に現州名へ改名、2020年に廃止。
2014年の人口は50万4720人。
州都はカポエタ。

## 隣接州
- 北：ボーマ州
- 東：南部諸民族州
- 南：トゥルカナ (カウンティ)、カボング県
- 西：イマトン州

## 行政区画
以下の8郡から成る。
- カウト郡
- 東カポエタ郡
- 南カポエタ郡
- 北カポエタ郡
- キモ郡
- キモトン郡
- ブディ郡
- ンガウロ郡